# ثيودور كانتور
ثيودور كانتور (بالدنماركية: Theodore Edward Cantor)‏ هو عالم حيوانات وطبيب وعالم نبات دنماركي، ولد في 1809 في كوبنهاغن في الدنمارك، وتوفي في 1860 في الهند.